# سمير (مجلة)
مجلة سمير هي مجلة مصرية أسبوعية للأطفال من رواد أدب الطفل تصدر أسبوعياً عن دار الهلال المصرية منذ عام 1956م. تقدم المجلة نفسها بأنها «للأعمار من 8 حتى 88». ترأّست تحريرها ناديا نشأت حفيدة مؤسس دار الهلال منذ تأسيسها حتى رحيلها للبنان في 1966 لتليها نائبتها نُتيلة إبراهيم راشد («ماما لبنى») حتى 2002، تخللت هذه الفترة تولّي جميلة كامل للمنصب مدة قصيرة في السبعينات.
صدر العدد الأول من مجلة سمير في 15 أبريل 1956 الموافق 4 رمضان 1375 عن دار الهلال المصرية وبه 16 صفحة ملونة من القطع الكبير وبسعر قرشين، ثم زاد عدد الصفحات إلى 24 والسعر بنصف قرش مع العدد 52 آخر السنة الأولى للمجلة.
تشتهر المجلة بأنها قدمت بعض سلاسل الكوميكس لأول مرة للغة العربية مثل «تان تان» و «نادية» (عن الكوميكس البريطاني فيكي Vicky) و «جلال» (Tarna) وبوباي وباغز باني، وشخصيات ديزني التي ظهرت في 1958 في أعداد خاصة قبيل تأسيس مجلة ميكي لدار الهلال. كما أنها تميزت بالقصص المصورة محلية الإنتاج المنشورة بها مثل «سمير وتهته» و «باسل الكشاف الشجاع» و «بوبي» و «بسبس» و «الأسطى فالح». وشارك في عدد منها رسامون محليون مثل بهيجة (جيجا توماسيان)، ورسامون عالميون مثل برني من فرنسا وهيرانت «هارون» من أرمينيا.

## التَّاريخ
مجلة سمير، هي مجلة مصرية أسبوعية للأطفال من رواد أدب الطفل، تصدر أسبوعياً عن دار الهلال المصرية منذ عام 1956. تقدم المجلة نفسها بأنها «للأعمار من 8 حتى 88». ترأست تحريرها ناديا نشأت حفيدة مؤسس دار الهلال منذ تأسيسها حتى رحيلها للبنان في 1966 لتليها نائبتها نُتيلة إبراهيم راشد («ماما لبنى») حتى 2002، تخللت هذه الفترة تولي جميلة كامل للمنصب في السبعينات.
صدر العدد الأول من مجلة سمير في 15 أبريل 1956 الموافق 4 رمضان 1375 عن دار الهلال المصرية وبه 16 صفحة ملونة من القطع الكبير وبسعر قرشين، ثم زاد عدد الصفحات إلى 24 والسعر بنصف قرش مع العدد 52 آخر السنة الأولى للمجلة.
تشتهر المجلة بأنها قدمت بعض سلاسل الكوميكس لأول مرة للغة العربية مثل «تان تان» و«نادية» (عن الكوميكس البريطاني ڤيكي Vicky) و«جلال» (Tarna) وبوباي وباگز باني، وشخصيات ديزني التي ظهرت في 1958 في أعداد خاصة قبيل تأسيس مجلة ميكي لدار الهلال. كما أنها تميزت بالقصص المصورة محلية الإنتاج المنشورة بها مثل «سمير وتهته» و«باسل الكشاف الشجاع» و«بوبي» و«بسبس» و«الأسطى فالح». وشارك في عدد منها رسامون محليون مثل بهيجة (جيجا توماسيان)، ورسامون عالميون مثل برني من فرنسا وهيرانت «هارون» من أرمينيا.
مجلة سمير تعتبر هي رائدة فن المجلات المصورة في العالم العربى ولو انه قد سبقها في الإصدار بعض المجلات الأخرى ولكن كان لهذة المجلة وقع خاص على جميع الأطفال من معاصرى ذلك العصر وقد صدر العدد الأول من مجلة سمير في 15 أبريل 1956 الموافق 4 رمضان 1375 عن دار الهلال المصرية وكانت تتكون من 16 صفحة كاملة بالألوان وكانت المجلة بالقطع الكبير الحجم وكان سعر النسخة هو قرشان صاغ وكانت تتولّى رئاسة التحرير السيدة ناديا نشأت.
وكانت شخصيتي سمير وتهته هي من ابتكار الفنان الفرنسي برني والذي كان يقوم برسم الأغلفة تقريباً لنهاية السنة الأولى وكانت مغامرات سمير وتهته تنشر تحت اسم (سمير الحويط وتهته العبيط) وكانت رسوم الفنان برني رائعة في الألوان والفكاهة
احتوى العدد الأول على مغامرات باسل الكشاف الشجاع وكانت المغامرة الأولى بالعنوان (مغامرات باسل) وكانت بريشة الفنان الأرمني هارون (اسمه الأصلي هيرانت) وهو أفضل من رسم شخصية باسل حيث توالى على رسم هذه الشخصية ريشة أكثر من فنان.
واحتوى أيضاً العدد الأول على شخصية أخرى شهيرة بشكلها ومظهرها وهي (بعجر السخيف) والتي كانت من رسوم الفنان برني أيضاً وكانت عبارة عن شخصية كاريكاتورية تشبة شخصية سمير في الشكل نوعا ما ولكن بصورة شريرة.
وكانت هناك أيضا شخصيتين شهيرتين وهما دقدق وسامبو والتي كانت تنشر أولاً بعنوان ابن جحا الخايب، ثم بعد ذلك ابن جحا وسامبو وكانت من رسم الفنان هارون أيضاً.
في العدد الثالث ظهرت لأول مرة شخصية معروفة للجميع وهي ميكي ماوس وكانت شخصيات والت ديزني تظهر من وقت إلى آخر في قصة من صفحة واحدة في مجلة سمير واستمر هذا الحال لفترة من الوقت وحتى صدور مجلة ميكي واستقلالها بشخصياتها عام 1958 (في أعداد دورية كسمير يقدم ميكي ثم بانتظام شهرياً في يناير 1959).
بدأ في العدد الرابع نشر قصص مترجمة أوربية أخرى وكانت البداية بقصتين الأولى مغامرات فلاش گوردون وأليس في بلاد العجائب وكانت هاتين الشخصيتين في هذا الوقت من أشهر الشخصيات العالمية في مجال قصص الأطفال
في العدد 12 بدأت مغامرة جديدة لباسل وهي النقود المزيفة وكانت أكثر دقة في تفاصيل الرسوم من المغامرة التي قبلها واستمرت حتى العدد 29 وبريشة هارون.
العدد 17 كان بداية ظهور بطلة أخرى جديدة من القصص المترجمة من الكوميكس الأوروبي وهي (نادية) والتي استمرت مجلة سمير في نشر مغامراتها لوقت طويل وكانت ذات رسوم دقيقة وألوان جميلة جدا. وكان هناك أيضا قصة من صفحة واحدة لسوسو ولولو وتوتو شخصيات والت ديزني المعروفة.
في العدد 18 ظهرت شخصيات جديدة مثل نوسة الكدابة بريشة ناجي والأسطى ألف بريشة بندق وتتابعت بعض الشخصيات في الظهور بعد ذلك مثل كتكوتة السفروته والقرد ميزو العفريت وغيرها أيضاً ولكن هذه الشخصيات لم تكن من الشخصيات الرئيسية بالمجلة.
في العدد 20 توقفت المجلة عن تسمية مغامرات سمير وتهته باسم سمير الحويط وتهته العبيط واكتفت فقط بمغامرات سمير وتهته، وفي هذا العدد أيضا بدأت بالمجلة ظهور بعض الصفحات بطباعة 4 لون فقط بعد أن كانت كل المجلة تصدر ملونة بالكامل

### النزاع القضائي المتعلق بفيلم سمير أبو النيل
في العام 2013 استخدمت الشركة المنتجة لفيلم سمير أبو النيل شعار المجلة من دون الحصول على إذن مسبق من دار الهلال، فقامت الدار باللجوء للقضاء من أجل رفع الملصقات التي اشتملت على شعار المجلة.

## الشخصيات
- سمير
- سميرة
- تهته
- دينا
- زيكو زكي
- البواسل
- جحا
- أبو سنة
- تنابله الصبيان
- دندش
- عصام
- السلطان بهلول
- كراوية
- زغلول افندي